# I Only Have Eyes for You (chanson)
Pour l’article homonyme, voir I Only Have Eyes for You.
I Only Have Eyes for You est une chanson écrite par Harry Warren et Al Dubin pour le film américain Dames sorti en 1934. Dans le film, elle est interprétée par Dick Powell,,,,.
Ensuite, la chanson devient un hit pour Ben Selvin et son orchestre (avec Howard Philips au chant), et pour Eddy Duchin et son orchestre (avec Lew Sherwood au chant).

## Version des Flamingos
Dans les années 1950, la chanson a été ravivée par le groupe (ensemble vocal) américain Flamingos.
Leur version, publiée en single (sous le label End Records) en avril 1959, peut être considérée comme la « version définitive » de cette chanson. Elle a atteint la 11e place du Hot 100 du magazine musical américain Billboard, passant en tout 13 semaines dans le chart.
La chanson sera aussi incluse dans l'album des Flamingos Flamingo Serenade, qui sortira la même année (1959).)
La chanson reste le plus gros succès de groupe.
Cette version est sélectionnée par le Rock and Roll Hall of Fame, en 1995, comme l'une des « 500 chansons qui ont façonné le rock 'n' roll ». En 2003, elle reçoit le Grammy Hall of Fame Award. En 2004, Rolling Stone a classé cette chanson 157e sur la liste des « 500 plus grandes chansons de tous les temps » (en 2010, le magazine rock américain a mis à jour sa liste, et maintenant la chanson est 158e).
Cette version est présente dans le film Bienvenue à Marwen (2018).

## Version d'Art Garfunkel
Singles de Art Garfunkel
Second Avenue
(1974) Break Away
(1975)
En 1975, la chanson a été reprise par Art Garfunkel. Publiée en single, sa version a atteint la 18e place aux États-Unis, la 1re place (pour deux semaines) au Royaume-Uni, la 2e place en France, la 7e place au Canada.
La chanson est incluse dans le deuxième album studio d'Art Garfunkel, intitulé Breakaway, qui est sorti sous Columbia Records plus tard dans la même année.

## Dans la culture populaire
On peut entendre la chanson dans le film My Girl (1991).
Ce titre fait partie de la bande originale du film « American Graffiti », ainsi que du film « L’étoffe des héros », et « Companion »